# Two-Piece Reclining Figure: Points
Two-Piece Reclining Figure: Points (auch Liegende) ist eine 1969–1970 vom englischen Bildhauer Henry Moore geschaffene zweiteilige Monumentalplastik aus Bronze. Die Skulptur wurde mit einer Auflage von sieben Stück zuzüglich einem Exemplar für den Künstler hergestellt.

## Exemplare
- Das mit „Moore, 0/7“ signierte und nummerierte Exemplar des Künstlers schenkte dieser 1977 der Henry Moore Foundation, als deren Leihgabe es in den Royal Botanic Gardens im Londoner Stadtteil Kew steht.[3]
- Von den zwei Exemplaren in Deutschland steht das eine im Hofgarten in Düsseldorf.[4]
- Das mit „Moore 1/7“ signierte und nummerierte Exemplar befindet sich im Münchener Stadtteil Maxvorstadt auf der Grünfläche zwischen der Alten Pinakothek und der Neuen Pinakothek (Standort),[2] es gehört zu den wichtigsten Schätzen unter den Skulpturen in der Umgebung der Pinakotheken.
- Ein weiteres Exemplar beherbergen Hirshhorn Museum and Sculpture Garden in Washington, D.C.[5]
- Das mit „Moore 2/7“ signierte und nummerierte Exemplar wurde im Juli 1973 von der Wildenstein & Co. Inc., New York, durch einen Besitzer erworben, von dem es am 9. November 1999 bei dem Auktionshaus Christie’s in New York City beim Sale 9224 unter der Losnummer 509 für US$ 4 072 500 versteigert wurde.[1]